# Expresionismus

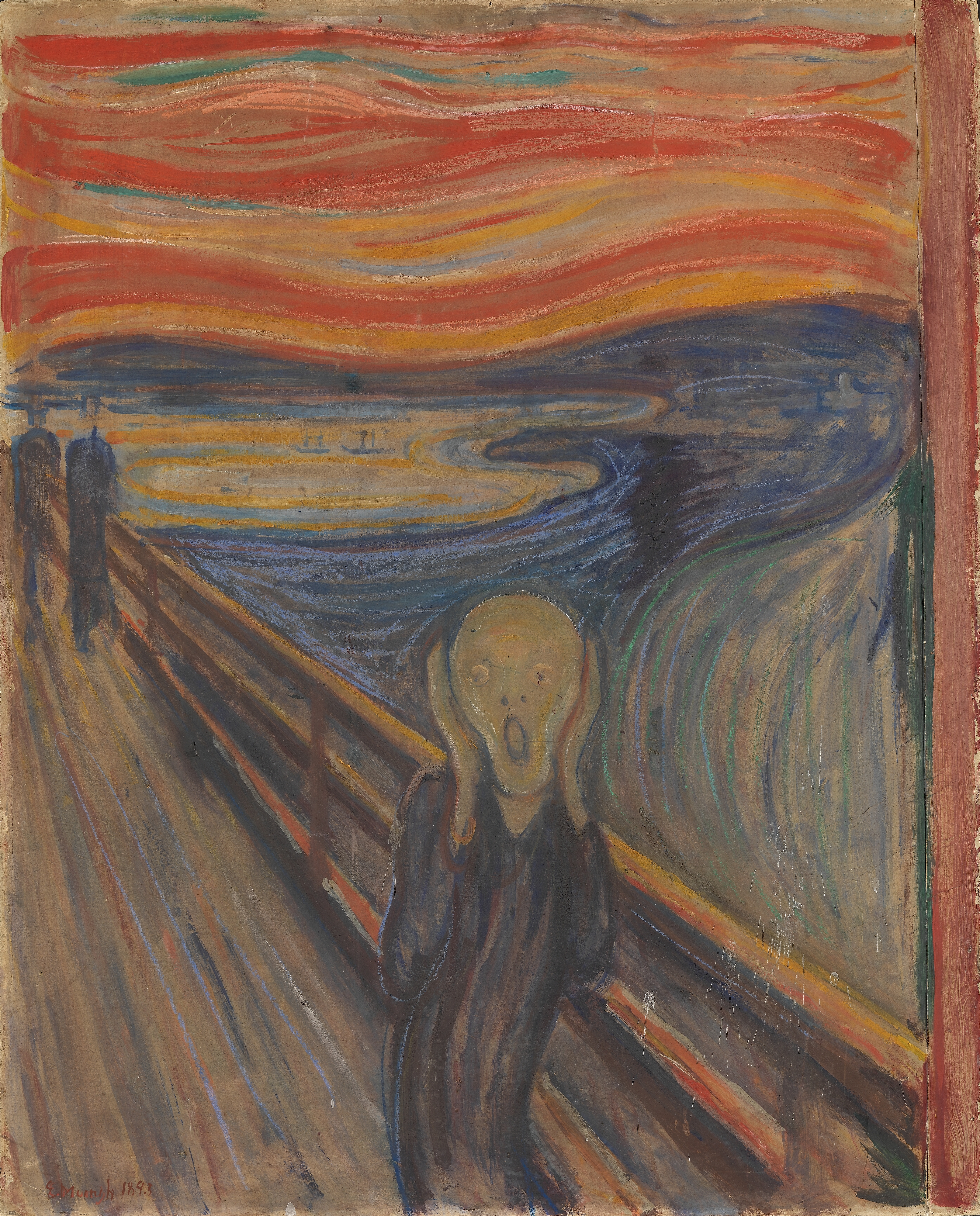
Obraz Výkřik norského malíře Edvarda Muncha, 1893

Expresionismus byl (severo)evropský, především německý umělecký směr. Vznikl jako protiklad impresionismu a naturalismu tzn. odmítl umění zobrazující skutečnost i umění snažící zprostředkovat skutečnost pomocí dojmů. Jeho hlavním cílem je vyjádřit vlastní prožitky a vlastní pocity bez ohledu na jakékoli konvence. Pro zvýšení efektu prožitku často dochází k deformaci reality.
Cílem expresionismu bylo zavrhnout atavismy 19. století (romantismus, akademismus, realistickou líbivost a maloměšťáctví) a později reagovat na civilizační krizi po 1. světové válce – pocity úpadku, marnosti, zkaženosti a beznaděje. Po nástupu nacistů k moci byl označen za degenerovaný směr a v protikladu kultu nového německého nadčlověka (ten měl být prezentován realistickým monumentálním stylem). V roce 1937 se expresionistická díla společně s díly ostatních progresivních výtvarných směrů či secese stala základem pro výstavu „Zvrhlé umění“ (Entartete Kunst). Ta putovala po Německu a Rakousku s cílem zesměšnit modernistické představitele a zejména dílo samotné. Nezřídka však způsobila pravý opak.
Expresionismus vychází ze stejných základů jako fauvismus, jehož počátky ovlivnil. Zjednodušeně lze říci, že expresionismus se prosadil především v německy mluvících a zároveň konzervativnějších zemích, zatímco fauvismus byl populární ve Francii a zemích, kde převažoval francouzský vliv.

## Historie

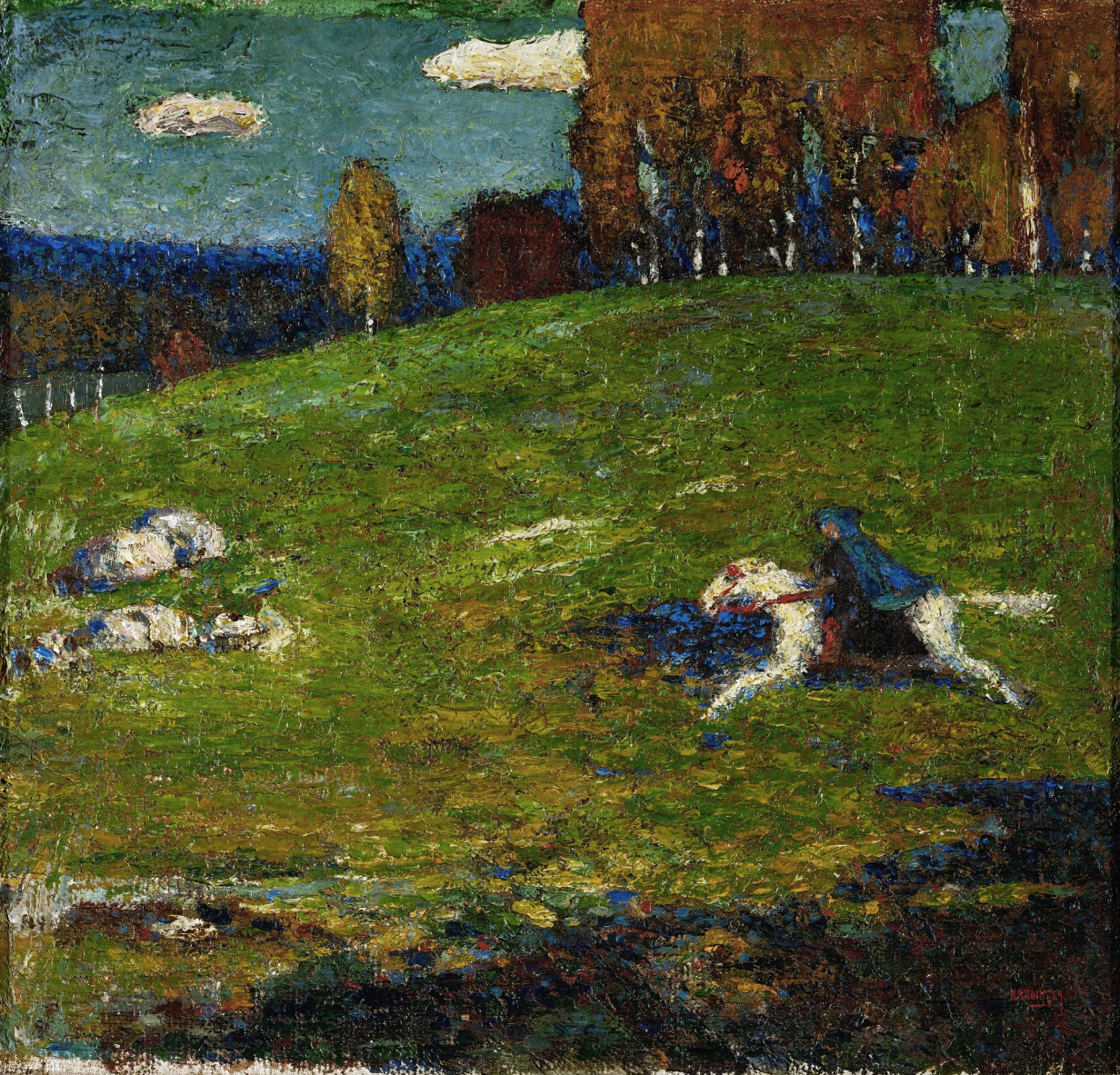
Obraz Der Blaue Reiter, který v roce 1903 vytvořil Vasilij Kandinskij, stál za pojmenováním stejnojmenné umělecké skupiny

Vývoj expresionismu započal kolem roku 1880, jeho popularita začala stoupat během a především po první světové válce, kdy se rozvíjel především v Německu. Zde totiž nastaly pro rozvoj tohoto hnutí mimořádně příznivé podmínky, Německo se jako poražená země potýkala nejen s finanční, ale i psychickou krizí, kterou mohl expresionismus velmi dobře vystihovat. Největší rozmach tohoto hnutí nastal mezi léty 1910–1920, proto toto desetiletí bývá nazýváno expresionistickým. Po roce 1925 se vliv expresionismu zmenšoval, po nástupu Adolfa Hitlera k moci (1933) bylo toto umění v Německu zakazováno a postupně odstraňováno z galerií, nových výstav a zveřejňování materiálů o tomto hnutí se Německo dočkalo až po roce 1945.
Roku 1905 vznikla v Německu umělecká skupina Die Brücke (Most), která, přestože neměla vlastní program, měla na expresionismus velký vliv. Tato skupina se rozpadla v r. 1913. S expresionismem je ještě spojena skupina Der Blaue Reiter (Modrý jezdec), ta byla založena v r. 1911 a rozpadla se v r. 1914.

### Světoví představitelé

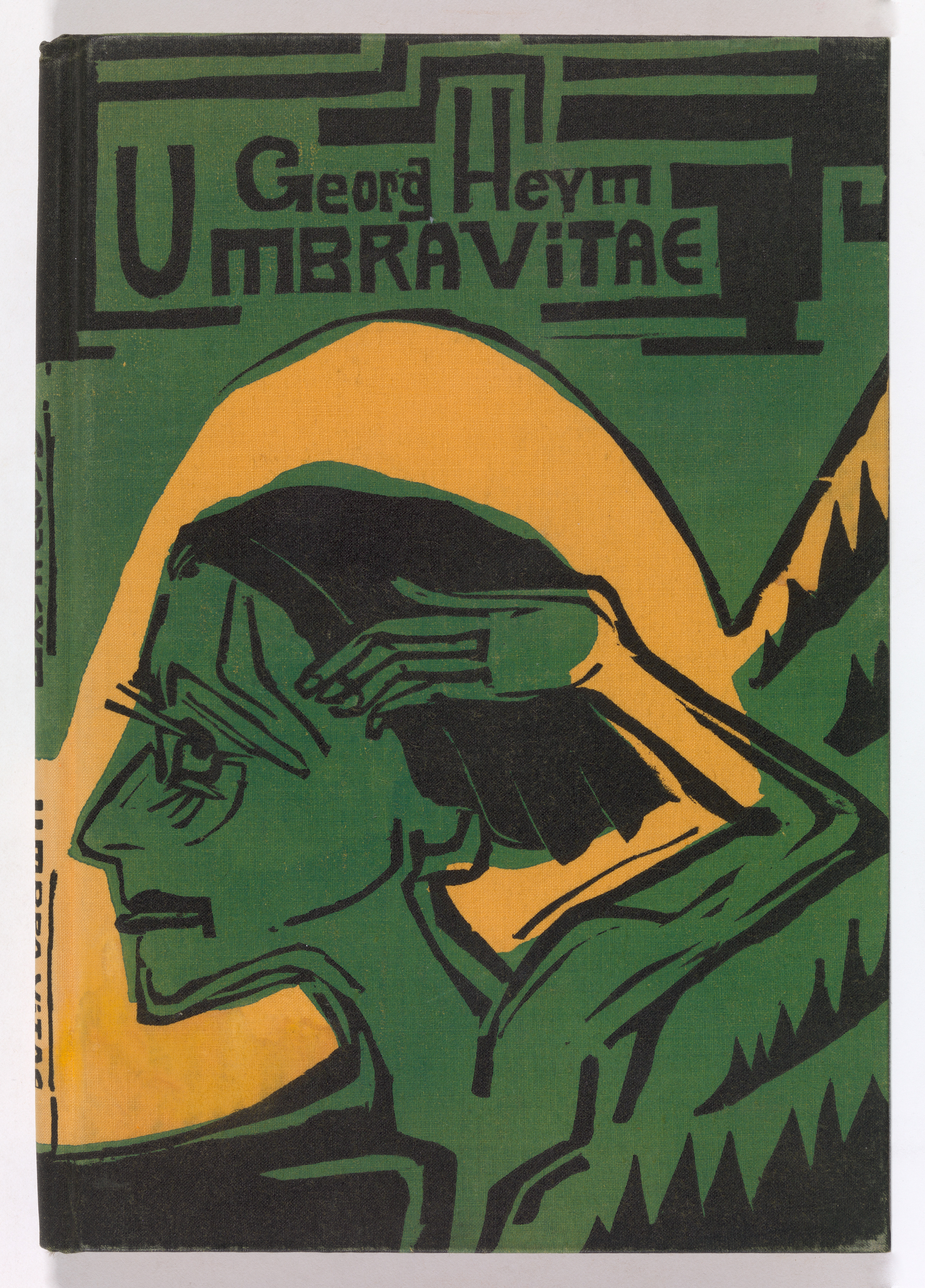
Ilustrace přední desky Heymova díla UMBRA VITAE. Nachgelassene Gedichte od malíře Ernsta Ludwiga Kirchnera

Poezie:
- Thomas Stearns Eliot
- Federico García Lorca
- Georg Trakl
- Georg Heym
- Johannes Robert Becher
- Gottfried Benn
- Geo Milev
- Paul van Ostaijen

Próza:
- Franz Kafka

Drama:
- Tennessee Williams
- Georg Kaiser
- Ernst Toller
- Federico García Lorca

### Čeští představitelé
Do Československa se tento směr dostal se skupinou shromážděnou kolem literárního kritika F. Götze, nejvýznamnějším časopisem zabývajícím se expresionismem byl Host.
- Karel Čapek
- Josef Čapek
- Vladislav Vančura
- Lev Blatný
- František Götz
- Ladislav Klíma
- Richard Weiner
- Josef Váchal

Drama:
- Karel Hugo Hilar vlastním jménem K. H. Bakule

## Výtvarné umění
Je charakteristické zaměřením na vnitřní psychické stavy, projevuje se deformací barev a tvarů. Na toto období mělo značný vliv pravěké a lidové malířství; dětská kresba. Barevné plochy jsou ohraničovány linkou, velmi často používali čisté barvy, nesnažili se o perspektivu. Využíval se protiklad světla a stínu. Počátky expresionismu byly ovlivněny i neoimpresionismem, který expresionismus později zcela zavrhl a vůči němuž se stavěl do protikladu.
Podle stylu tvorby lze za předchůdce expresionismu považovat Mathiase Grünewald (vlastním jménem Mathis Gothar Neithart asi 1475–1528 a El Greco (vlastním jménem Domenico Theotocopuli 1541–1614).

### Světoví představitelé
- Paula Modersohnová-Beckerová
- Max Beckmann
- Lovis Corinth
- James Ensor
- Otto Dix
- Richard Gerstl
- Vincent van Gogh
- George Grosz
- Erich Heckel
- Vasilij Kandinskij
- Ernst Ludwig Kirchner
- Paul Klee
- Oskar Kokoschka
- Franz Marc
- August Macke
- Ludwig Meidner
- Otto Mueller
- Edvard Munch
- Gabriele Münter
- Emil Nolde
- Max Pechstein
- Christian Rohlfs
- Egon Schiele
- Arnold Schönberg
- Chaim Soutine

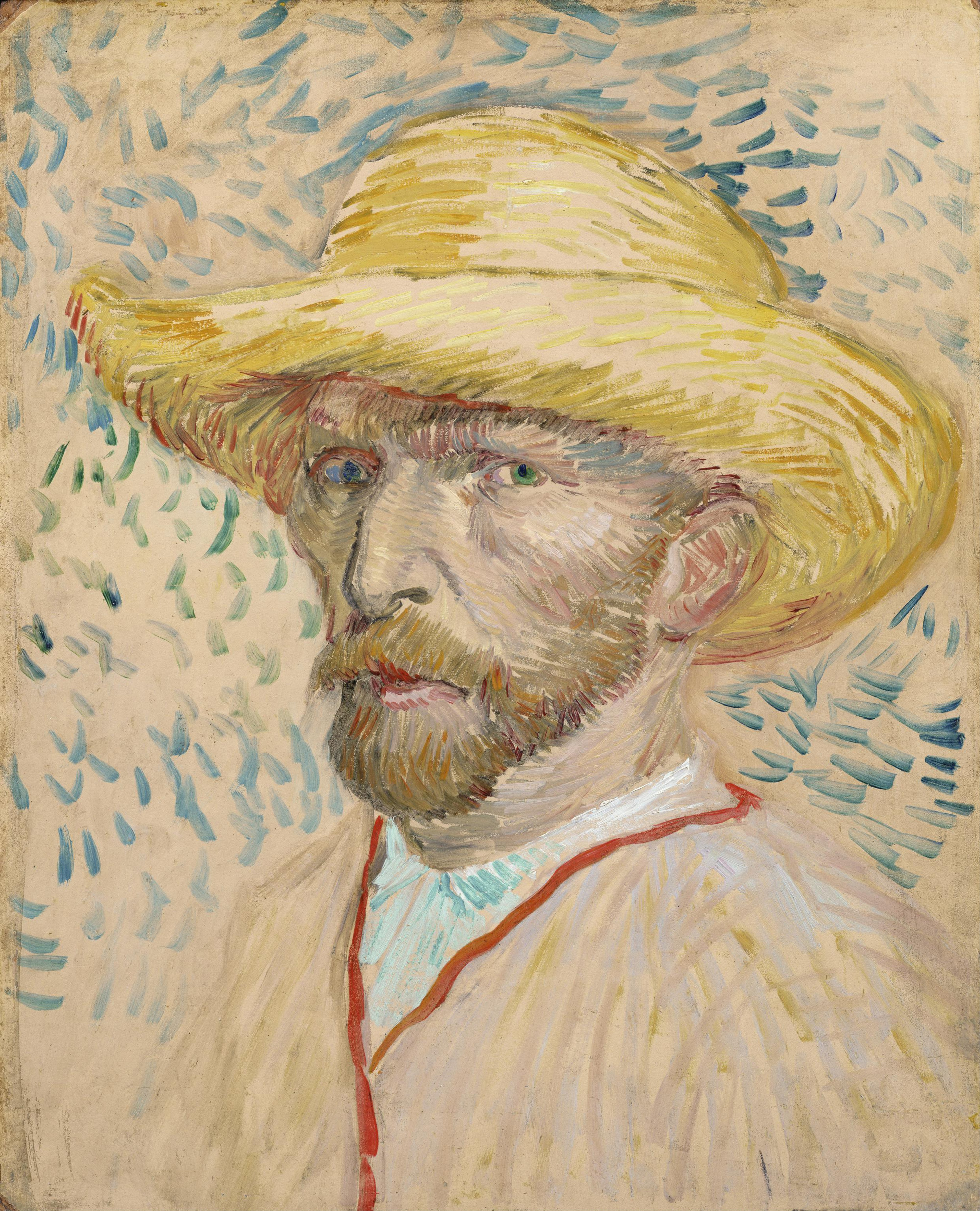
Autoportrét Vincenta van Gogha z roku 1887

V sochařství se expresionismus prosadil výrazně méně, ale i zde působili významní sochaři např. Ernst Barlach.

### Čeští představitelé

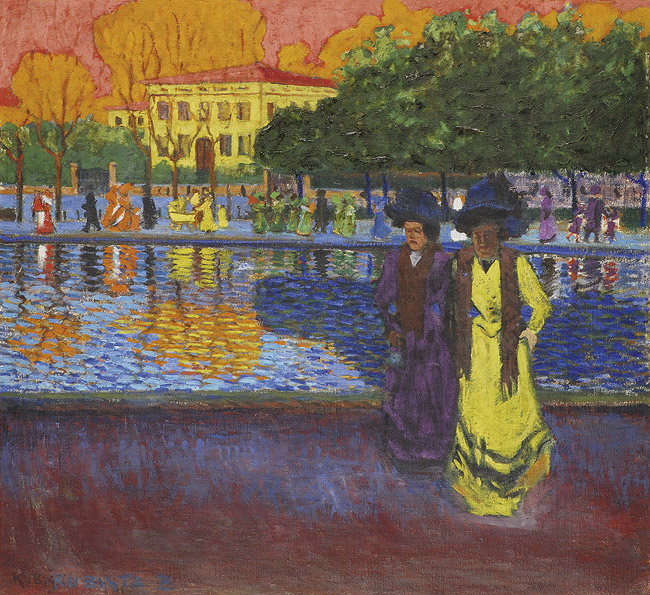
Bohumil Kubišta – Promenáda u Arna (1907)

České představitele hnutí soustředěné do skupiny Osma je nutno řadit spíše ke kubistům. Byli sice zpočátku ovlivněni Edvardem Munchem, avšak trvale se přikláněli k frankofonnímu prostředí i kultuře, což je v českých zemích historická danost. Německý expresionismus byl v Čechách z pochopitelných důvodů spíše přehlížen. Několik představitelů (např. Willi Nowak) mělo přímé spojení na německý expresionismus.
Po roce 1989 bylo možné konečně nahlas přiznat a docenit význam zásadního představitele českého expresionismu Josefa Váchala. Rozsahem, objemem i šíří záběru svého díla patří mezi evropskou expresionistickou špičku, kde se však za svého života neobjevil. Kvůli častým roztržkám s představiteli oficiální české kulturní scény a výtvarné orientaci na německý expresionismus, nebyl v českém prostředí přijímán, neboť zde „frčel“ především kubismus. Váchal byl univerzálním umělcem, vedle výtvarného díla po sobě zanechal rozsáhlou literární pozůstalost. Jako každý skutečný světový expresionista zblízka poznal bojiště první světové války (v uniformě rakousko-uherského vojáka) na obtížné horské italsko-rakouské frontě. Pro komunistický režim byl Váchal nežádoucím umělcem.
- Josef Váchal
- Václav Špála
- Bohumil Kubišta
- Willi Nowak
- Rudolf Kremlička

## Architektura

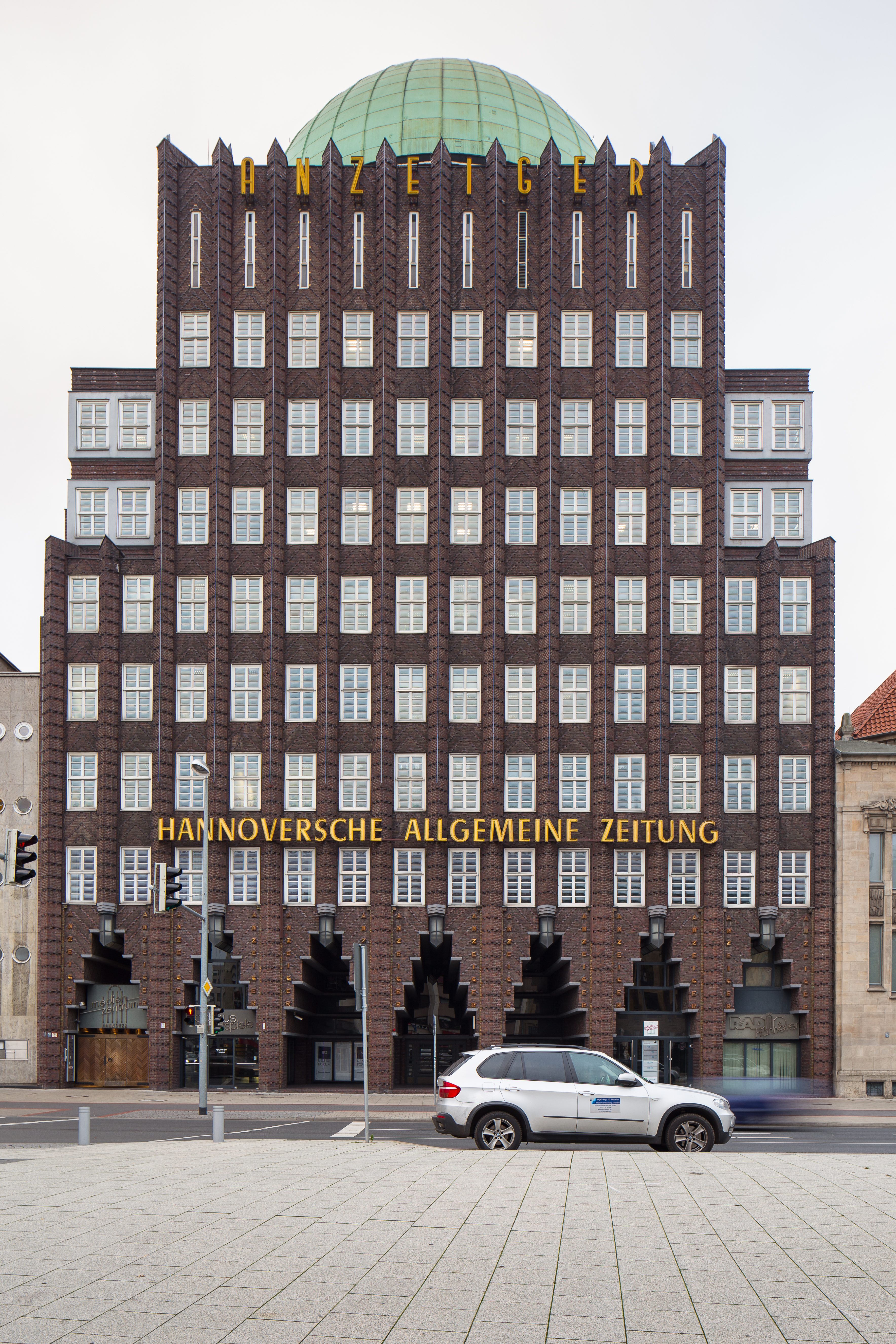
Anzeiger-Hochhaus v Hannoveru vystavěný na konci 20. let je příkladem klinkerovského expresionismu

V architektuře se expresionismus prosadil zejména v Německu, a to hlavně ve 20. letech 20. století, lze říci, že v architektuře byli expresionisté průkopníky používání kombinací skla, kovů a betonu. Příkladem expresionismu v architektuře může být např. Böttcherstraße v Brémách. Na pomezí malířství a architektury se pohybuje Wenzel Hablik, narozený v Mostě, který byl spolu s Bruno Tautem propagátorem krystalických staveb. Pro Ústí nad Labem navrhoval v roce 1941 expresionistický architekt Fritz Höger budovy policejního prezidia, které však nebyly realizovány. Zatímco raný expresionismus se v architektuře prezentuje spíše strohými, přímými liniemi (např. již zmíněný Fritz Höger), v pozdním období se prosazují dynamičtější formy – tzv. dynamický expresionismus (např. Otto Klein, Erich Mendelsohn, Thilo Schoder, Heinrich Lauterbach, bratři Šlapetové, Adolf Foehr, Rudolf Günther, Erwin Katona). Obecně tvořil expresionismus v architektuře spíše nevyhraněný směr, do kterého lze zařadit širokou škálu velmi odlišných objektů.

### Světoví architekti
- Bruno Taut
- Erich Mendelsohn
- Hans Poelzig
- Fritz Höger
- Thilo Schoder
- Rudolf Günther
- Heinrich Lauterbach

### Architekti z českého území

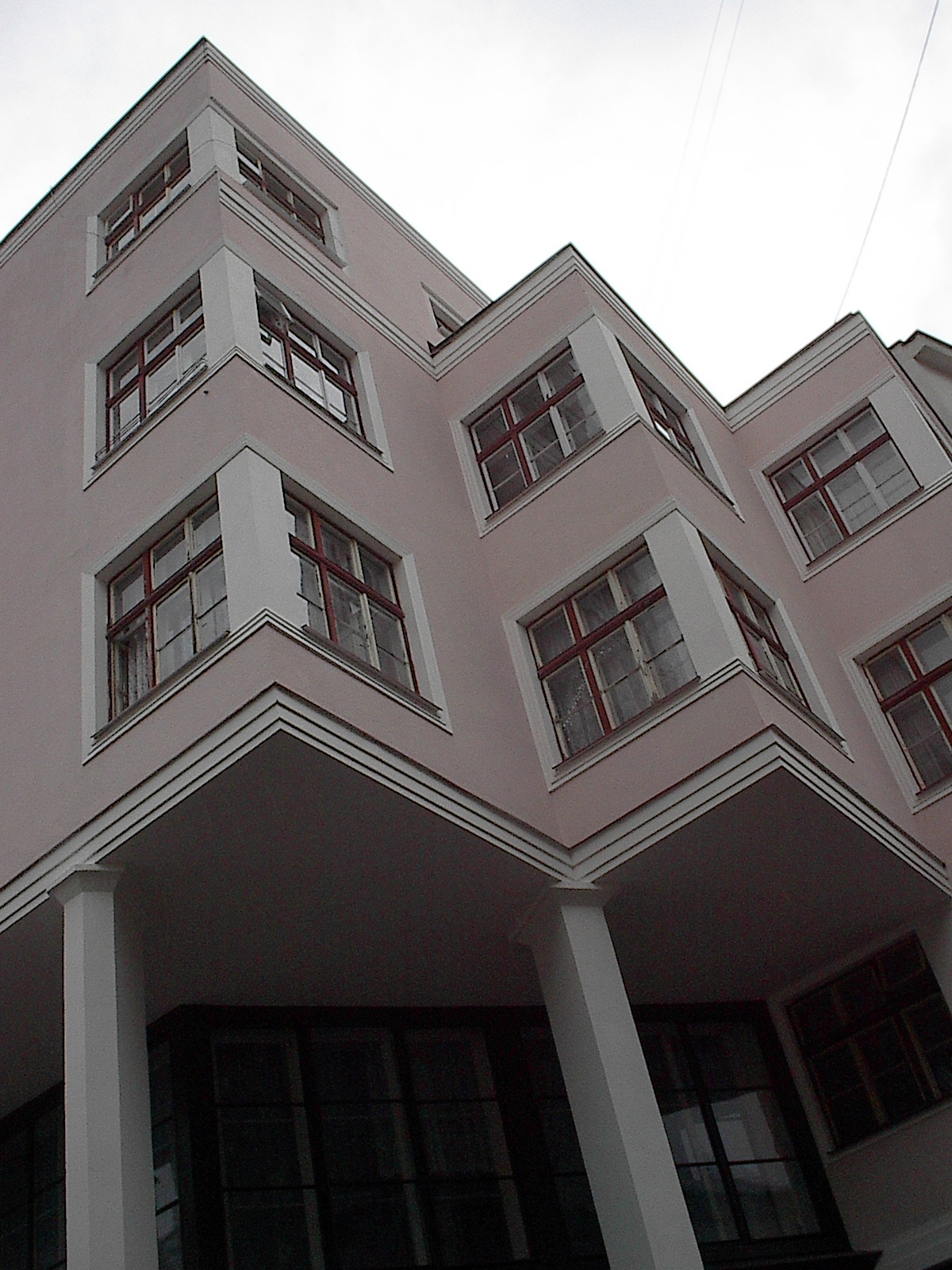
Expresionistický dům v Trutnově

- Adolf Foehr
- Wenzel Hablik
- Fritz Lehmann
- Rudolf Perthen
- Erwin Katona
- Otto Klein
- Paul Sydow
- Čestmír Šlapeta a Lubomír Šlapeta
- Josef Zasche

## Hudba
Hudba ovlivněná expresionismem byla populární především v Rakousku a Německu, skladatelé odmítali tradiční hudební prostředky a snažili se je nahrazovat novými.

### Světoví hudební skladatelé
- Alban Berg – Rakušan
- Ernst Křenek – Rakušan
- Arnold Schönberg – Rakušan
- Anton Webern – Rakušan
- Paul Hindemith – Němec

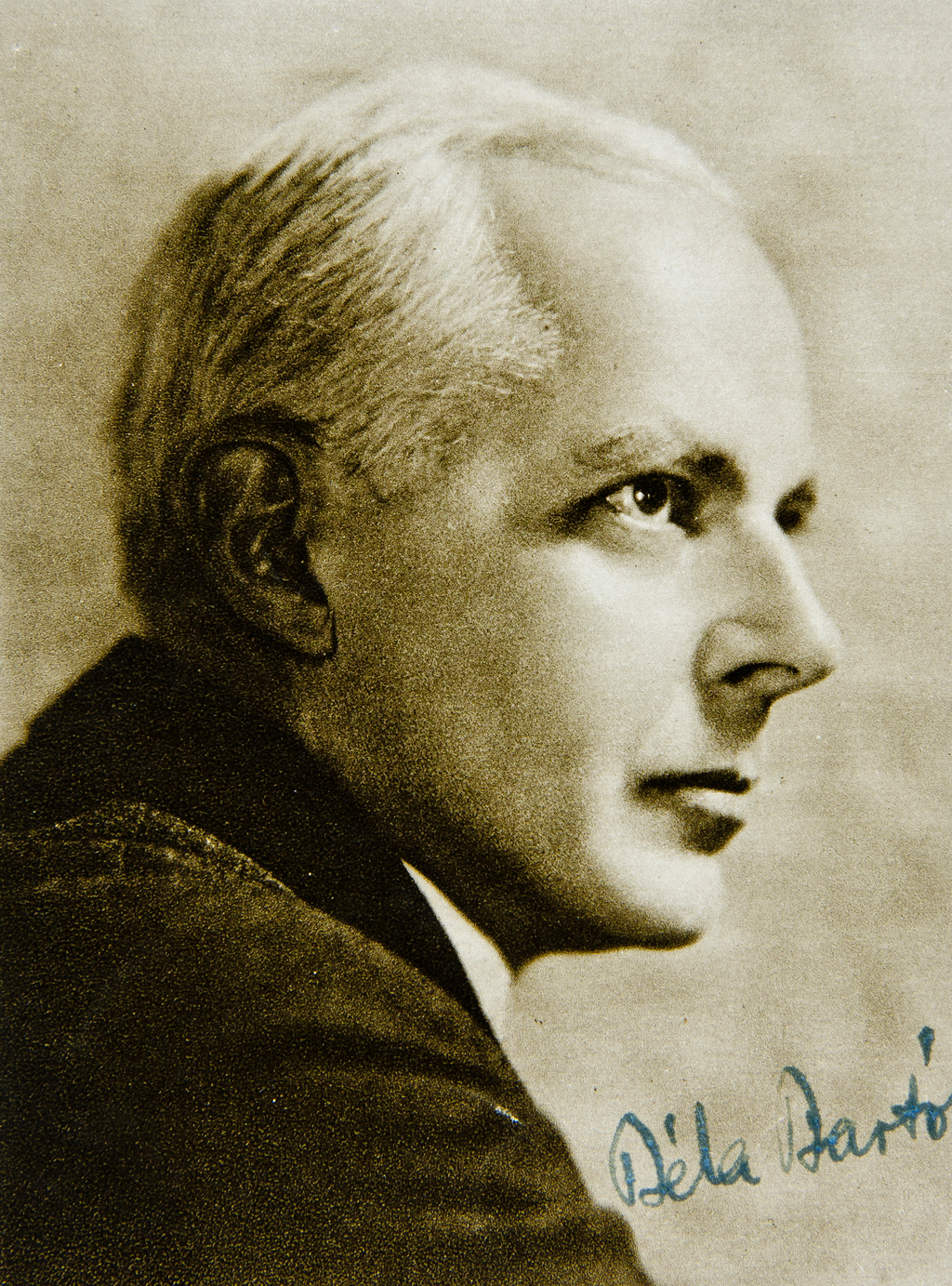
Maďarský skladatel Béla Bartók v roce 1922

- Alexandr Nikolajevič Skrjabin – Rus
- Béla Bartók – Maďar

### Čeští hudební skladatelé
- Alois Hába

## Film

### Filmové expresionistické hnutí

#### Rané období (1920–1921)
Za počátek filmového expresionismu bývá označována premiéra filmu Kabinet doktora Caligariho režiséra Roberta Wieneho. Premiéra se uskutečnila v únoru 1920 a kritici ihned prohlásili, že si expresionismus našel cestu do filmu a diskutovali o přínosu tohoto nového vývoje pro filmové umění. A přínos to byl opravdu veliký. Díky expresionismu vzniklo několik snímků, jež dnes patří do zlatého fondu světové kinematografie a jež se řadí k tomu nejlepšímu, co bylo na území Německa natočeno.

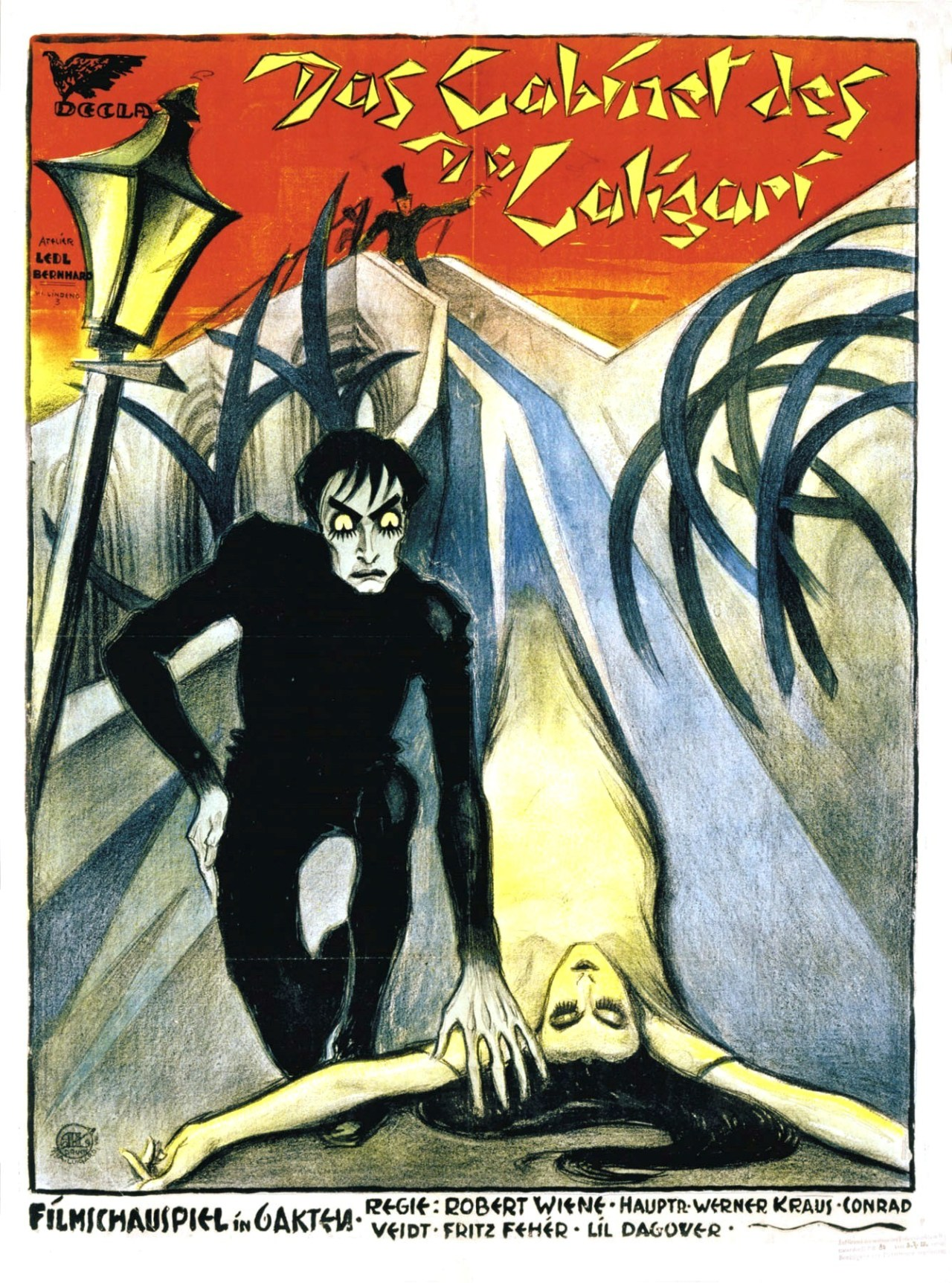
Plakát filmu Kabinet doktora Caligariho z roku 1920

Velký úspěch Kabinetu doktora Caligariho znamenal, že se s expresionistickými filmy doslova roztrhl pytel. Na jaře roku 1920 vznikla společnost Decla-Bioscop po fúzi společností Deutsche Bioscop a Decla. Do vedení tohoto nového tělesa na poli filmu se dostal Erich Pommer, později významný producent své doby. Decla-Bioscop pak pod Pommerovým vedením produkovala mnohé významné expresionistické filmy.
V těchto raných letech nebyla výprava expresionistických filmů nijak nákladná. Stačilo pouze vytvořit dekorace v expresionistickém pojetí. To byl také spolu s touhou diváků po novém prvku nebo žánru v kinematografii jeden z hlavních důvodů, proč se expresionistické filmy začaly natáčet v takovém množství. Ještě v roce 1920 byl v kinech uveden Algol Hanse Werckmeistera, Genuine Roberta Wieneho, který byl na počátku expresionistického hnutí zvlášť plodným a vášnivým expresionistou, Torus Hanse Kobeho či Od rána do půlnoci (Von Morgens bis Mitternacht) Karla Heinze Martina. Úspěch zaznamenal i film režisérů Paula Wegenera a Carla Boese Jak Golem na svět přišel (Golem, wie er in die Welt kam). Diváci si z tohoto filmu pamatovali hlavně zajímavě vyřešenou postavu hlavního hrdiny Golema, kterou použili tvůrci seriálu Simpsonovi (The Simpsons) do Speciálního čarodějnického dílu (Treehouse of Horror) v 18. řadě.
Rok 1921 byl již o něco chudší na expresionistické filmy než rok předešlý. Producenti si velmi dobře uvědomovali potenciál expresionismu ve filmu, tudíž se stávalo důležitějším, aby byl film kvalitněji natočen a dokázal více ohromit diváky. Proto byly v roce 1921 uvedeny pouze filmy Unavená smrt (Der müde Tod) Fritze Langa a Měsíční dům (Das Haus zum Mond) Karla Heinze Martina. V listopadu téhož roku pohltila UFA společnost Decla-Bioscop, která ale i nadále zůstala samostatnou produkční jednotkou pod vedením Ericha Pommera.

#### Rozkvět (1922)
Ačkoli bylo mezi lety 1920 a 1921 natočeno osm filmů v expresionistickém stylu (z toho šest v roce 1920), další velký úspěch od Kabinetu doktora Caligariho zaznamenaly až snímky z roku 1922. Jednalo se o kultovní klasiku Upír Nosferatu (Nosferatu, eine Symphonie des Grauens) Friedricha Wilhelma Murnaua a také dvoudílný epos Fritze Langa Dr. Mabuse, dobrodruh (Dr. Mabuse, der Spieler), který zaznamenal v Německu největší komerční úspěch roku 1922. Film Upír Nosferatu přišel tehdy s něčím úplně novým. Předchozí filmy byly natáčeny v interiérech s expresionistickými dekoracemi, Murnau si však se štábem vyjel až na Slovensko (Oravský hrad a Vrátna dolina) a část filmu natočil v německých městech Lübeck a Wismar.

#### Vrcholné období (1923–1924)
Mezi lety 1923 a 1924 se filmaři navrátili k tradiční formě natáčení ve studiových systémech, což se i díky narůstajícím rozpočtům odrazilo v počtu natočených a uvedených filmů. V roce 1923 bylo v německých kinech uvedeny filmy Varovné stíny (Schatten) od Arthura Robinsona, Poklad (Der Schatz) klasika Georga Wilhelma Pabsta, Raskolnikov Roberta Wieneho, Lulu (Erdgeist) Leopolda Jessnera a Fritz Wendhausen přispěl svým Kamenným jezdcem (Der steinere Reiter). Rok 1923 znamenal vrchol oblíbenosti expresionistických filmů.
Rok 1924 byl hodně poznamenán měnícími se vlivy ve společnosti, zvláště podzim 1924, kdy v Německu skončila hyperinflace. Tento rok natočil Paul Leni Kabinet voskových figurín (Das Wachsfigurenkabinett), Fritz Lang režíroval Nibelungy (Die Nibelungen) a vůdčí osobnost expresionistického hnutí Robert Wiene natočil svůj poslední film v tomto stylu Orlakovy ruce (Die Orlac’s Hände).

#### Úpadek a konec expresionistického hnutí (1925–1927)
Konec hnutí je označován premiérou filmu Metropolis, která proběhla v lednu 1927. První hřebíček do rakve si však tvůrci a producenti expresionistického filmu začali zatloukat sami. Tím hřebíčkem byly přemrštěné rozpočty, Metropolis budiž důkazem. Filmový expresionismus nejprve vznikl jako alternativa k historickým velkofilmům a ztřeštěným komediím, ale s nečekaně velkým úspěchem prvních filmů a s rostoucím megalomanstvím některých filmařů se rozpočty snímků zvyšovaly a zvyšovaly. Následkem těchto kroků byl zmenšující se počet natočených filmů v expresionistickém stylu, protože od roku 1924 do začátku roku 1927 byly uvedeny pouze čtyři snímky. V roce 1925 to byly Tartuffe F. W. Murnaua a Kronika z Grieshuusu Paula Hartmann, v roce 1926 Faust F. W. Murnaua a roku 1927 byl uveden již zmíněný film Metropolis.
Další hřebíky do rakve přibyly s definitivním koncem hyperinflace, jenž nastal v roce 1924. Export filmů do zahraničí byl sice stále výhodný, ale již ne tolik jako v předchozích letech. S koncem hyperinflace se začala snižovat návštěvnost kin, protože měna již neztrácela tolik na hodnotě a lidé si vydělané peníze mohli šetřit. Navíc teď bylo pro distributory často levnější koupit film ze zahraničí než financovat výrobu filmu německého, což vedlo ke zvyšování počtu dovezených filmů ze zahraničí, zvláště pak ze Spojených států amerických. Například v roce 1923 se v německých kinech promítalo 417 filmů, z toho bylo 60,6 % německých a 24,5 % amerických. Již o rok později při uvedení 560 filmů se německý podíl snížil na 39,3 %, podíl filmů ze Spojených států se ale zvedl na 33,2 %. A další rok již Američané měli větší podíl uvedených filmů než Němci (zapříčiněno také velkou krizí UFA, jež neměla daleko k bankrotu).
Konec hyperinflace také doslova překopal zaběhnuté pořádky ve fungování společnosti. Mnohé firmy, které byly v inflačním období rychle vybudovány na úvěr, buď zkrachovaly nebo se musely zredukovat. Poté se začal zvyšovat počet nezaměstnaných a zhoršovat životní podmínky. Měnící se kulturní a společenské klima tak zasáhlo i do filmu. Vznikly dva další filmové směry: komorní drama (Kammerspiel) a film ulice. Oba proudy se zabývaly sociální problematikou a většina filmů byla natočena právě roku 1924, kdy hyperinflace skončila. Příběhy se odehrávaly v tehdejší době a diváci se tak s osudy postav mohli ztotožnit. Rostoucí popularita Kammerspielu a filmu ulice také napomohla pádu expresionismu.
Poslední hřebík do rakve zatloukly americké filmové společnosti. Ty nalákaly mnoho expresionistických tvůrců na větší příjmy a práci se špičkovou filmovou technikou. Společnosti 20th Century Fox se například upsal F. W. Murnau, Paul Leni, režisér Kabinetu voskových figurín, podepsal smlouvu s Universalem a herci Conrad Veidt (Kabinet doktora Caligariho) a Emil Jannings (Tartuffe) také odešli do Hollywoodu. Conrad Veidt si tam například zahrál ve slavných filmech Zloděj z Bagdádu (The Thief of Bagdad, 1940) režiséra Ludwiga Bergera a Casablanca (1942) od Michaela Curtize, emigranta z Maďarska. Po odchodu věhlasných postav expresionistického hnutí zůstalo v Německu jen málo filmařů, kteří tvořili v duchu expresionismu.
Expresionistické hnutí zanechalo v dějinách kinematografie výraznou stopu. Mnoho filmů je dnes kultovních a někteří filmaři si díky hnutí vydobyli slávu a uznání.

#### Vliv filmového expresionismu
To největší, co expresionismus kinematografii zanechal, byl způsob, jakým dokázal vytvořit působivou hororovou atmosféru. Asi tím nejpodstatnějším prvkem vykreslujícím hororovou náladu byly zdeformované kulisy, které si filmaři z jiných zemí často vypůjčovali, aby jejich filmy získaly hororový nádech, nebo aby byl vyjádřen duševní stav filmových postav. Velký vliv měl expresionismus hlavně ve Francii díky velkému podílu německých filmu na francouzském trhu a nízké konkurenci domácích filmařů. Například Marcel L'Herbier (Eldorádo, 1921) použil již zmíněnou deformaci kulis a expresionistické kostýmy ve svém snímku Don Juan a Faust (Don Juan et Faust) z roku 1923. L’Herbier vyprávěl paralelně příběh obou slavných hrdinů, přičemž Faustovy scény natočil v kulisách a kostýmech v expresionistickém stylu. Jean Epstein, rodák z Varšavy, který tvořil v Paříži, zase docílil expresionistickou výpravou tajuplné a zlověstné nálady ve snímku inspirovaným povídkou Edgara Allana Poa Zánik domu Usherů (La Chute de la maison Usher) z roku 1928. Expresionismus pronikl i do Japonska. Teinosuke Kinugasa, mladý filmař fascinovaný avantgardním uměním, použil některé z prvků expresionismu ve filmu Bláznivá stránka (Kurutta ippédži). Kinugasa se zde inspiroval Kabinetem doktora Caligariho a děj tak zasadil do blázince.
V šedesátých letech minulého století se v tehdejší Československé socialistické republice natočil film Spalovač mrtvol režírovaný Jurajem Herzem. Příběh se odehrává za druhé světové války a hrdinou filmu je pan Karl Kopfrkingl, hraný Rudolfem Hrušínským, který se pod vlivem svého nacisticky smýšlejícího přítele promění z mírumilovného manžela a otce na nacistického fanatika, co neváhá zabít své děti a ženu židovského původu. Podle některých pramenů je i Spalovač mrtvol odrazem expresionismu. Juraj Herz sice nenatáčel film s deformovanými dekoracemi v zádech, ale díky kameře Stanislava Miloty se mu podařilo nabudit expresivní dojem a podtrhnout tak duševní stav šíleného Karla Kopfrkingla.

#### Filmová řeč
Do filmové řeči patří vše, co nějak souvisí s výrobou filmu. Jsou to mizascéna (všechny prvky umístěné před kamerou, které mají být natočeny: dekorace a rekvizity, osvětlení, kostýmy, make-up a interakce postav), herectví, střih, kamera a režie. Čistě expresionistických filmů, v nichž můžeme vidět všechny tyto složky tvůrčích postupů ve formě typické expresionismu, je však velmi málo. Takovými filmy jsou například již nesčetněkrát zmíněný Kabinet doktora Caligariho nebo Raskolnikov. Většina filmů obsahuje jen některé expresionistické tvůrčí postupy, ať už se jedná o kostýmy, herectví nebo jen tematiku.
Někteří historici tvrdí, že pravé expresionistické filmy připomínají Kabinet doktora Caligariho použitím zdeformovaného stylu mizascén, odvozeného z divadelního expresionismu. Takových filmů však bylo natočeno pouhého půl tuctu. Jiní historici do filmového expresionismus řadí spolu se snímky s deformovanou výtvarnou stylizací také filmy obsahující rozdílnou výtvarnou stylizaci dekorací oproti Kabinetu doktora Caligariho, avšak která na člověka působí stejně expresivně jako výtvarná stylizace v Caligarim. Takových filmů jsou však jen necelé dva tucty. Výtvarná stylizace v expresionistických filmech se dělí na dva základní typy: na již zmíněnou deformovanou anebo na symetrickou, jež byla tvořena abstraktními geometrickými obrazci.
Pro expresionismus ve filmu je typické propojení mizascény s hercem. Herci na sobě například měli kostýmy, ve kterých zapadali do dekorací jako třeba postava Golema ve stejnojmenném filmu, nebo se pohybovali tak, jak byla mizascéna postavena. Například ve filmu Upír Nosferatu můžeme v sekvenci, kdy hlavní hrdina přijíždí na hrad hraběte Orloka, vidět samotného pána hradu shrbeného, jak čeká na nádvoří před branou, přičemž klenba brány jakoby kopíruje pozici, v níž se Orlokovo tělo nachází.
Expresionističtí filmaři většinou používali jednoduché nasvícení zepředu a ze stran. Scéna pak byla nasvícena rovnoměrně, což bylo důležité pro zdůraznění propojení mezi postavou a dekoracemi. V některých filmech využili filmaři stínů, aby vytvořili dostatečnou deformaci. Nádherně to můžeme vidět v sekvenci z Upíra Nosferatu, kdy hrabě Orlok stoupá po schodech a poté sahá po klice od pokoje jeho oběti. Když se stín ruky pohybuje přes roh zdi, prsty se prodlouží, takže sahají skoro až ke klice ode dveří.
Kostýmy se většinou odvíjely od tematiky filmů nebo podle dobového zařazení příběhu, avšak v některých filmech docházelo k nakombinování dobových obleků s obleky expresionistickými. Například v Caligarim nosí většina postav oblečení typické pro 19. a začátek 20. století. Vymyká se pouze kostým náměsíčníka Cesara, který je celý černý, a také kostým dívky jménem Jane. V sérii o Nibelunzích od Fritze Langa jsou zase používány středověké obleky od různých hábitů po brnění.
Jak už bylo v němých filmech zvykem, herci byli silně nalíčeni. Nejinak tomu bylo i v expresionistickém filmu, kde se pouze přidalo pár nových prvků jako zabarvení oblasti očí černou barvou.
Dalším tvůrčím postupem, kterým se expresionismus ve filmu lišil od běžných němých snímků, bylo herectví, nazývané přehnané. Způsob hraní byl přejat z expresionistického divadla, kde se herci až extrémním způsobem snažili o vyjádření emocí. Snaha herců byla místy přehnaná (trhavé pohyby, křičení), odtud tedy termín přehnané herectví. Jak bylo již zmíněno, konání herce před kamerou bylo dáno vytvořenou mizascénou. Podle ní se herci pohybovali, podle potřeby nečekaně zrychlovali své pohyby, nebo naopak ustrnuli v nějaké póze.
Střihová skladba filmů expresionistického hnutí byla většinou jednoduchá, lineární, využívající prostředky jako záběr/protizáběr a prostřih scén. To je hlavní rozdíl oproti rytmickému rychlému střihu francouzských impresionistů, který tempo filmu velmi zrychlil. Avšak díky pomalejšímu tempu expresionistických filmů má divák větší čas na vnímání filmového prostoru.
Práce kamery je spíše funkční než efektní, což je dalším rozkolem s tvorbou impresionistů. Ti naopak velmi intenzivně experimentovali s kamerou.
Režie patří mezi velmi důležité tvůrčí postupy. Hodně záleželo na individuálních schopnostech režiséra a také na tom, jak moc je ochoten při natáčení experimentovat. Jako nejvýraznější experimentátor se projevil Robert Wiene, a to tak, že se vůbec rozhodl takový film, jakým byl Kabinet doktora Caligariho, natočit. Dalším experimentátorem byl například Friedrich Wilhelm Murnau, který se jako první a také jako jediný rozhodl, že natočí expresionistický film v exteriérech.

#### Tematický rozbor
Stejně jako francouzští impresionisté tíhli i němečtí expresionisté k určitým typům narace, které vyhovovaly jejich stylu. Kabinet doktora Caligariho použil příběh šílence, aby před diváky odůvodnil nezvyklé expresionistické deformace. Dodnes přetrvává dojem, že styl byl použit hlavně pro vyjádření subjektivity postavy.
To však pro většinu filmů neplatí. Expresionismus se převážně využíval v případě příběhů, které byly zasazeny do minulosti nebo do exotického prostředí. Také se hojně používal ve filmech obsahujících prvky hororu a fantasy. Z tohoto vyplývá tematika expresionistických filmů. Ta se týkala hlavně příběhů z minulosti: Nibelungové vycházejí z národního hrdinského eposu Píseň o Nibelunzích, Upír Nosferatu se odehrává v 19. století, Golem je příběh ze středověkého židovského ghetta v Praze a Faust se také odehrává ve středověku v české metropoli. Ve všech těchto filmech se také nachází již zmíněné rysy fantasy a hororu, expresionisty tolik oblíbené. Výjimkou je snad jen film Metropolis odehrávající se v budoucnosti. Avšak i v tomto snímku najdeme mnoho fantastických prvků.
Existují i snímky, v nichž se expresionismus využívá k sociální kritice. Takovými filmy jsou například Dr. Mabuse, dobrodruh či Algol. Algol vypráví o chamtivém průmyslníkovi, který dosáhne nadpřirozených schopností díky záhadné hvězdě a poté ony schopnosti využije k vybudování průmyslového impéria.
Mnoho expresionistických filmů obsahuje rámcové či samotné příběhy zasazené do většího narativního celku. Skvělým příkladem je Metropolis obsahující krom hlavní dějové linie i několik vedlejších, které například ukazují vývoj vztahu dvou postav z minulosti do doby, v níž se film odehrává.